# Aurora (Zamboanga del Sur)
Aurora (Bayan ng Aurora) är en kommun i Filippinerna. Kommunen ligger på ön Mindanao, och tillhör provinsen Zamboanga del Sur. Folkmängden uppgår till 42 820 invånare.

## Barangayer
Aurora är indelat i 44 barangayer.
| - Acad - Alang-alang - Alegria - Anonang - Bagong Mandaue - Bagong Maslog - Bagong Oslob - Bagong Pitogo - Baki - Balas - Balide - Balintawak - Bayabas - Bemposa - Cabilinan | - Campo Uno - Ceboneg - Commonwealth - Gubaan - Inasagan - Inroad - Kahayagan East (Katipunan) - Kahayagan West - Kauswagan - La Paz (Tinibtiban) - La Victoria - Lantungan - Libertad - Lintugop - Lubid | - Maguikay - Mahayahay - Monte Alegre - Montela - Napo - Panaghiusa - Poblacion - Resthouse - Romarate - San Jose - San Juan - Sapa Loboc - Tagulalo - Waterfall |